# Stefan Prähauser

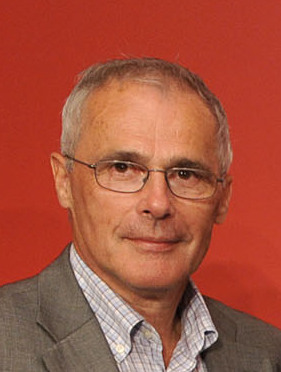
Stefan Prähauser im Jahre 2008

Stefan Prähauser (* 21. Juni 1948 in Salzburg) ist ein österreichischer Politiker (SPÖ) und ehemaliger Abgeordneter zum Österreichischen Nationalrat.

## Ausbildung und Beruf
Stefan Prähauser besuchte von 1954 bis 1958 die Volksschule in Wals und von 1958 bis 1962 die Hauptschule in Walserfeld. Er erlernte im Anschluss zwischen 1962 und 1965 in Salzburg den Beruf des Groß- und Einzelhandelskaufmanns und leistete 1968 den Präsenzdienst ab.
Prähauser arbeitete nach seiner Ausbildung als Kaufmann und war von 1968 bis 1969 als Volontär in Frankfurt tätig. Von 1969 bis 1972 war er erster Verkäufer, von 1972 bis 1981 Abteilungsleiter im Laden- und Messebau. 1980 wurde er Verkaufsleiter im Messebau, von 1981 bis 1984 war er Prokurist. Danach wechselte Prähauser in die Politik und war zwischen 1985 und 2001 Landesparteisekretär sowie Landesgeschäftsführer der SPÖ Salzburg. Zwischen 1986 und 1989 war Prähauser zudem Geschäftsführer der Salzburger Tagblatt GmbH und zwischen 1988 und 2001 Geschäftsführer der Allgemeinen Finanzierungs-GesmbH. Seit dem Jahr 2000 ist Prähauser Geschäftsführender Gesellschafter der Pinzgau-Pongau-Privatradio GesmbH und Geschäftsführender Gesellschafter der Firma Praehauser OEG.

## Politik
Stefan Prähauser war von 1977 bis 1981 Sektionsvorsitzender der SPÖ Josefiau und von 1977 und 1981 Mitglied des Bezirksparteiausschusses der SPÖ Salzburg-Stadt. Nachdem Prähauser zwischen 1984 und 1986 stellvertretender Gemeindeparteivorsitzender der SPÖ Wals-Siezenheim gewesen war, wurde er 1986 zum Gemeindeparteivorsitzender der SPÖ Wals-Siezenheim gewählt. Prähauser blieb bis 1998 in dieser Funktion. Innerparteilich war er zwischen 1988 und 1990 sowie zwischen 1997 und 2001 Bezirksparteivorsitzender-Stellvertreter der SPÖ Flachgau, 2001 übernahm er die Funktion des Bezirksparteivorsitzenden.
Prähauser war zwischen 1989 und 1990 sowie zwischen 1994 und 1997 Vizebürgermeister von Wals-Siezenheim. Dazwischen war er Gemeinderat. Von 7. Februar 1990 bis zum 28. Februar 2001 vertrat er das Land Salzburg im Bundesrat, am 1. März 2001 wechselte er in den Nationalrat. Prähauser war Wehrsprecher des SPÖ-Parlamentsklubs, Obmannstellvertreter im Landesverteidigungsausschuss, Vorsitzender des ständigen Unterausschusses für Landesverteidigung und Delegationsleiter zur WEU- und NATO-Versammlung.
Nach zwölf Jahren als Abgeordneter, verzichtete Prähauser im Juli 2013 auf sein Mandat.

## Auszeichnungen
- 1998: Großes Silbernes Ehrenzeichen für Verdienste um die Republik Österreich[2]
- 2006: Großes Goldenes Ehrenzeichen für Verdienste um die Republik Österreich[2]